# La Neuvelle-lès-Scey
La Neuvelle-lès-Scey é uma comuna francesa na região administrativa de Borgonha-Franco-Condado, no departamento de Alto Sona. Estende-se por uma área de 6,46 km². Em 2010 a comuna tinha 184 habitantes (densidade: 28,5 hab./km²).